# Sielsowiet Machawa
Sielsowiet Machawa (biał. Махаўскі сельсавет; ros. Маховский сельсовет) – sielsowiet na Białorusi, w obwodzie mohylewskim, w rejonie mohylewskim, z siedzibą w Machawie.
Według spisu z 2009 sielsowiet Machawa zamieszkiwało 1138 osób, w tym 1074 Białorusinów (94,38%), 39 Rosjan (3,43%), 13 Ukraińców (1,14%), 8 Gruzinów (0,70%), 2 Czuwaszy (0,18%), 1 Polak (0,09%) i 1 Żyd (0,09%).

## Miejscowości
- agromiasteczko:
  - Machawa
- wsie:
  - Babrowa
  - Chałmy
  - Koscinka
  - Lipiec
  - Łatanauka
  - Małaja Dubrauka
  - Mały Asawiec
  - Pusty Asawiec
  - Rastapolle
  - Staraja Milejeuka
  - Wialikaja Dubrauka
  - Zapruddzie